# Луткино
Луткино — деревня в Износковском районе Калужской области Российской Федерации. Входит в состав сельского поселения «Деревня Ореховня».

## Название
Лут, лутоха, лутошко — липа, ободранная на лыко.

## География
Находится в пределах Смоленско-Московской возвышенности Русской равнины, на реке Желонья.

## История
1724 год, указано на карте окрестностей Можайска Делиля.
1897 год Согласно «Списку населённых мест Калужской губернии» село Луткино относилось к Кузовской волости Медынского уезда. В селе находилась школа, церковь, проживало 266 жителей.

## Население
| 2002 | 2010 |
| ---- | ---- |
| 8    | ↘4   |

## Инфраструктура
Личное подсобное хозяйство с зоной сельскохозяйственного использования, индивидуальная застройка усадебного типа.

## Транспорт
Просёлочная дорога, выложенная бетонными плитами,  до деревни Волынцы. Там останавливается автобус Износки-Шанский Завод. Расстояние до Волынцев — 5 километров.